# كاسيمير نينغا
كاسيمير نينغا (17 مايو 1993 بانجمينا في تشاد - ) هو لاعب كرة قدم تشادي في مركز الهجوم. شارك مع منتخب تشاد لكرة القدم. أما مع النوادي، فقد لعب مع نادي النهضة ونادي مانغاسبورت ونادي مونبلييه.

## وصلات خارجية
- كاسيمير نينغا على موقع اتحاد تركيا (لاعب) (الإنجليزية)
- كاسيمير نينغا على موقع قاعدة بيانات كرة القدم.إي يو (الإنجليزية)
- كاسيمير نينغا على موقع ليكيب (الفرنسية)
- كاسيمير نينغا على موقع ناشيونال فوتبول تيمز (الإنجليزية)
- كاسيمير نينغا على موقع Soccerway.com (الإنجليزية)
- كاسيمير نينغا على موقع عالم كرة القدم.نت (الإنجليزية)
- كاسيمير نينغا على موقع AS.com (الإسبانية)